# Arenstorffové

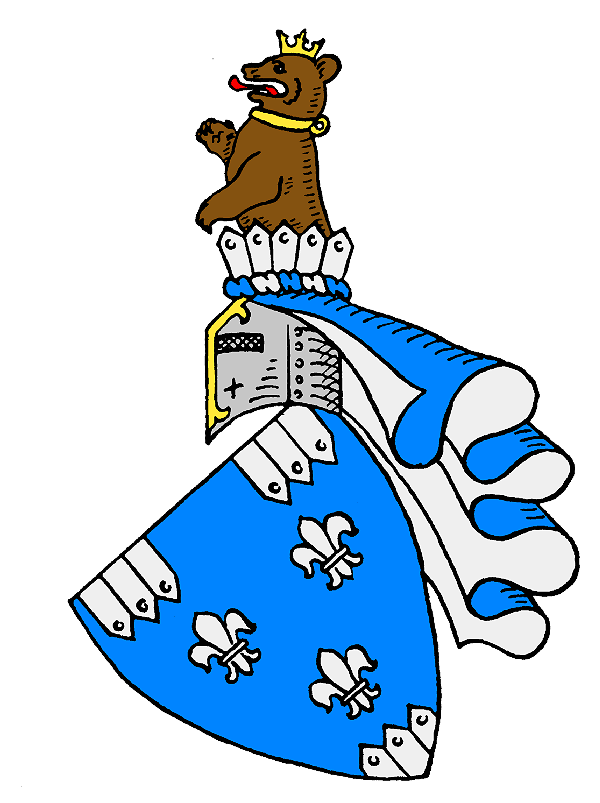
Erb rodu

Arenstorffové či Arnstorffové je německý šlechtický rod, pocházející z Braniborska.

## Historie
První dokumentární zmínka a rodu pochází z 29. září 1306 se jménem Ludolf de Arndesdorp, který je prvním z hlavní linie. Dne 24. dubna 1670 získal rod naturalizaci do šlechty v Dánsku. Povýšen byl Friedrich von Arensdorff, který se později stal velícím generálem Dánské královské armády a guvernérem Šlesvicka a Holštýnska.

## Slavní členové
- Carl von Arensdorff (1625–1676), generál armády v Dánsku, Švédsku a v Nizozemsku
- Friedrich von Arensdorff (1626–1689), generál armády v Dánsku a Švédsku, guvernér Šlesvicka a Holštýnska
- Hans Adolf von Arenstorff (1895–1952), generálmajor